# Bill Quackenbush
Hubert George Quackenbush, detto Bill (Toronto, 2 marzo 1922 – Newtown, 12 settembre 1999), è stato un hockeista su ghiaccio canadese.

## Biografia
Nel corso della sua carriera ha giocato con Toronto Native Sons (1940/41), Brantford Lions (1941/42), Detroit Red Wings (1942/43, 1943/44, 1944-1949), Indianapolis Capitals (1942/43, 1943/44) e Boston Bruins (1949-1956).
Si è aggiudicato il Lady Byng Memorial Trophy nel 1949.
Nel 1976 è stato inserito nella Hockey Hall of Fame.